# Vidrholec
Vidrholec är ett berg i Tjeckien.   Det ligger i regionen Mellersta Böhmen, i den centrala delen av landet, 30 km nordväst om huvudstaden Prag. Toppen på Vidrholec är 244 meter över havet.
Terrängen runt Vidrholec är platt.Runt Vidrholec är det tätbefolkat, med 493 invånare per kvadratkilometer. Närmaste större samhälle är Roudnice nad Labem, 10,8 km norr om Vidrholec. Trakten runt Vidrholec består till största delen av jordbruksmark.